# Emilien Jacquelin
Emilien Jacquelin (n. 11 iulie 1995, Grenoble, Franța) este un biatlonist ce a reprezentat Franța, medaliat olimpic. A participat la 2 ediții ale Jocurilor Olimpice (2018, 2022) în care a câștigat două medalii de argint.